# جون دبليو. ماكورميك
جون دبليو. ماكورميك (بالإنجليزية: John W. McCormick)‏ هو سياسي أمريكي، ولد في 20 ديسمبر 1831 في غاليبوليس في الولايات المتحدة، وتوفي بنفس المكان في 25 يونيو 1917. حزبياً، نشط في الحزب الجمهوري. وقد انتخب عضو مجلس النواب الأمريكي.